# Mesnil-Rousset

Mesnil-Rousset este o comună în departamentul Eure, Franța. În 1 ianuarie 2022 avea o populație de 84 de locuitori.